# 1111

## Догађаји
- Википедија:Непознат датум — Битка код Шазара између војске крсташа под командом јерусалимског краља Балдуина I и Селџука предвођених Мавдудом ибн Алтунташем, која је завршена тактичким нерешеним резултатом.

- Збигњев, пољски кнез, ванбрачни син пољског краља Владислава Хермана, затворен је и ослепљен због организовања побуне.
- Цар Светог римског царства Хајнрих V је крунисан; пре тога, захтевао је право инвеституре од заробљеног папе Пасхала II. Хајнрих V напушта Рим, заробивши папу. Да би стекао слободу, папа крунише Хајнриха и даје му право да именује епископе.
- Адалберт, гроф од Сарбрикена, изабран је за надбискупа Мајнца;
- Велики сељачки устанак у Португалу, брутално угушен од стране Хенрија од Бургундије;
- Медицинска енциклопедија у 200 томова, Шен-цзу-цун-лу, објављена је у Кини.
- Хајнрих V, током састанка са папом Пасхалом II у Риму, замолио га је да постхумно скине анатему са свог оца и дозволи да буде сахрањен по црквеним обредима.
- Одржао се други (1. — 1103) Долобски сабор руских кнежева, на којем су Свјатополк Изјаславич и Владимир Мономах поново инсистирали на непланираном (у пролеће, у јеку сетве) походу против Половаца. На сабору је коначно формирана нова војна доктрина руских кнежева, која је претпостављала одбацивање одбрамбене тактике и организовање дугих похода за уништење половских номада.
- Пролеће - одиграо се највећи поход против Половца, који су предводили кијевски кнез Свјатополк Изјаславич, перејаславски кнез Владимир Мономах, черниговски кнез Давид Свјатославич и други.
- 27. март - заузети су градови Шарукан и Сугров (названи по кановима), а победа је извојевана у бици код Салнице. Половци су потпуно поражени. Руске трупе су се вратиле са огромним пленом.

## Смрти
- Антипапа Силвестер IV

- Боемунд Тарентски

- Ел Газали

- Кирил Филеот

- Роберт II од Фландрије

- Христодул Патмоски